# Фторид индия(III)
Фторид индия — бинарное неорганическое соединение, соль металла индия и плавиковой кислоты с формулой InF3, бесцветные гигроскопичные  кристаллы, с водой образует кристаллогидраты.

## Получение
- Действием разбавленной плавиковой кислоты на индий, его оксид или гидроксид:

{\displaystyle {\mathsf {2In+6HF\ {\xrightarrow {}}\ 2InF_{3}+3H_{2}}}}
{\displaystyle {\mathsf {In_{2}O_{3}+6HF\ {\xrightarrow {}}\ 2InF_{3}+3H_{2}O}}}
{\displaystyle {\mathsf {2In(OH)_{3}+6HF\ {\xrightarrow {}}\ 2InF_{3}+3H_{2}O}}}
- Непосредственное взаимодействие элементов:

{\displaystyle {\mathsf {2In+3F_{2}\ {\xrightarrow {}}\ 2InF_{3}}}}

## Физические свойства
Фторид индия — бесцветные кристаллы.
Образует кристаллогидраты InF3•3H2O и InF3•9H2O.

## Химические свойства
- Кристаллогидрат при нагревании разлагается:

{\displaystyle {\mathsf {InF_{3}\cdot 3H_{2}O\ {\xrightarrow {T}}\ InOF+2HF+2H_{2}O}}}
- Реагирует с разбавленными щелочами:

{\displaystyle {\mathsf {InF_{3}+3NaOH\ {\xrightarrow {}}\ In(OH)_{3}\downarrow +3NaF}}}
- С фторидом аммония образует фтороиндаты:

{\displaystyle {\mathsf {InF_{3}+3NH_{4}F\ {\xrightarrow {}}\ (NH_{4})_{3}[InF_{6}]}}}